# Llaneros de Guanare Fútbol Club
Llaneros de Guanare Fútbol Club é um clube de futebol da Venezuela. Atualmente participa do Campeonato Venezuelano de Futebol da Segunda Divisão.
Seu maior rival é a Portuguesa, onde disputa o  Derbi Portugueseño.